# 英國駐西班牙大使館
英國駐西班牙大使館（英語：Embassy of the United Kingdom, Madrid）是大不列顛及北愛爾蘭聯合王國駐西班牙的外交代表機構。自2009年以來，英國駐西班牙大使館一直位於於馬德里四大樓商業區的太空大樓。現任英國駐西班牙大使是休·埃利奧特。

## 歷史
英國駐西班牙大使館於2009年遷至由貝·科布·弗里德及合夥人事務所設計的太空大樓內。太空大樓也是澳大利亞駐西班牙大使館和加拿大駐西班牙大使館的所在地。

## 其他地點
在馬德里以外，英國在巴塞隆納設有總領事館，其高級官員被稱為總領事。在阿利坎特、伊比薩島、拉斯帕爾馬斯、馬拉加、馬約卡島和聖克魯斯-德特內里費也設有領事館。